# كريبية خيطية الساق
كريبية خيطية الساق (الاسم العلمي:Craibia filipes) هي نوع غير مؤكد من النباتات يتبع جنس الكريبية من الفصيلة البقولية.